# District de Nakauonuma
Le district de Nakauonuma (中魚沼郡, Nakauonuma-gun) est un district de la préfecture de Niigata, au Japon.

## Géographie

### Démographie
Au 1er mai 2014, la population du district de Nakauonuma était de 10 248 habitants répartis sur une superficie de 170,28 km2.

### Municipalités du district
- Tsunan